# Bahnhof Caltanissetta Centrale
Der Bahnhof Caltanissetta Centrale ist der einzige Bahnhof innerhalb der Provinzhauptstadt Caltanissetta in Zentralsizilien. Er befindet sich an der Bahnstrecke Catania–Aragona Caldare. Etwa sechs Kilometer nördlich liegt an der gleichen Strecke der Bahnhof Caltanissetta-Xirbi, an dem die Bahnstrecke nach Roccapalumba abzweigt.

## Lage
Der Bahnhof befindet sich im Stadtzentrum in einer geomorphologischen Einkerbung. Unmittelbar nördlich beginnt sich eineinhalb Kilometer langer Tunnel, der unter Teilen der Stadt hindurchführt. Das Bahnhofsgebäude liegt nahezu in Nord-Süd-Richtung auf der Ostseite der Gleistrasse mit Hausbahnsteig und einem weiteren Mittelbahnsteig, zwei Durchfahr- und mehreren Abstellgleisen. Nördlich am Bahnhofsgebäude ist eine Güterhalle angebaut, die allerdings nicht mehr als solche genutzt wird.

## Geschichte
Trotz der Eröffnung am 24. September 1876, die mit der Eröffnung 29 km langen Bahnlinie Caltanissetta–Canicattì zusammenfiel, dauerte es noch eineinhalb Jahre, bis am 8. April 1878 die 6,3 km lange Strecke nach Xirbi eröffnet wurde, wo sowohl Anschluss zum nördlich gelegenen Palermo als auch zum östlichen Catania bestand.
Der Bau der Strecke wurde von der Società Caltanissetta Centrale betrieben. Ziel des Streckenbaues war es, landwirtschaftliche Güter und Rohstoffe aus dem Landesinnern zum Hafen von Catania transportieren zu können. Caltanissetta ist die größte Stadt Siziliens im Landesinnern, also ohne Hafenanlagen. Die umfangreichen Gleisanlagen auf beiden Seiten der Trasse zeugen von dieser Periode. Heutzutage werden sowohl Güter fast ausschließlich auf der Straße transportiert, genau so, wie auch der Personenverkehr seit spätestens der 1970er Jahre zugunsten des Motorisierten Individualverkehrs zurückgegangen ist.

## Gebäude
Das durchgehend zweigeschossige, hell verputzte Bahnhofsgebäude umschließt von drei Seiten den Bahnhofsvorplatz, auf dem sich ein Taxistand und eine Bushaltestelle befindet. Im Gebäude sind ein Fahrkartenschalter, eine Bar, eine Bahnhofsbuchhandlung und öffentliche Toiletten vorhanden. Der Mittelbahnsteig ist durch eine Unterführung erreichbar.
Der Baustil erinnert vage an mitteleuropäische Bauweise mit einer eleganten Veranda mit klassischen, gusseisernen Säulen auf beiden Bahnsteigen. Im Süden, westlich der Bahntrasse sind Anlagen für Lokomotiven mit Nebengebäuden und Reparaturwerkstatt, ein Wasserturm und verschiedene kleinere Gebäude. In den 1980er Jahren wurde ebenfalls auf der Westseite ein Wohnheim für Personal mit drei Stockwerken gebaut.